# Thesinge
Thesinge – wieś w Holandii, w prowincji Groningen, w gminie Ten Boer. Miejscowość została założona w XII w.